# Mühlbauer Holding
Die Mühlbauer Holding AG ist eine Holdinggesellschaft, deren operatives Hauptunternehmen die Mühlbauer AG ist. Diese ist ein Unternehmen im Bereich Smart Cards, Smart Labels, Halbleiter-Back-End und Vision-Systeme. Das Unternehmen mit Firmensitz in Roding beschäftigt rund 4.200 Mitarbeiter in 35 Niederlassungen und erwirtschaftete im Jahr 2023 einen Umsatz von 464 (324) Mio. Euro. Mit etwa 10.000 seit 1983 installierten Systemen ist es ein führender Lieferant für Produktionsequipment der Smart-Card- und Smart-Label-Industrie. Ein Hauptsegment des Unternehmens ist der Security-Markt für die personenbezogene Identifikation auf Basis von Chipkarten oder Reisepässen.

## Produkte
Die Produktpalette reicht von Einzelmaschinen bis hin zu schlüsselfertigen Komplettlösungen für die Produktion von ID-Karten, ePässen,  eVisa, Interface-Karten, Multimedia-Karten, Chipkarten, Smart Labels für Zugangskontrollen, Supply-Chain-Management sowie zur Nachverfolgung von Textilien und anderen Einzelhandelsanwendungen. Der Tätigkeitsbereich von Mühlbauer umfasst die Kartenproduktion, die Bündelung und die Personalisierung bis hin zur Erfassung und Verifikation personenbezogener Daten sowie die Präzisionteilefertigung und die OEM-Produktion.
Mühlbauer verfügt über einen eigenen Service ohne externe Partner.
Außerdem vertreibt das Unternehmen Hard- und Softwareanwendungen für den eCard-Bereich.

## Tochterunternehmen
Zur Mühlbauer-Gruppe gehören drei Tochterunternehmen in den Bereichen Datenerfassung und Verifikation (ID Services GmbH), industrielle Bildverarbeitungssysteme (TEMA GmbH), und Leiterplattenverarbeitung mit Markierung und Nachverfolgung (Rommel GmbH).